# Lijst van IJslandse politieke partijen
Dit is een artikel over politieke partijen in IJsland. IJsland heeft een Meerpartijenstelsel met tal van politieke partijen, waarbij vaak geen enkele partij een meerderheid heeft. Om toch tot een meerderheid te komen moeten partijen samenwerken en een coalitie vormen.

## Partijen in hetParlement van IJsland (Alding)

### Regeringspartijen
- Progressieve Partij (Framsóknarflokkurinn)
- Onafhankelijkheidspartij (Sjálfstæðisflokkurinn)

### Oppositiepartijen
- Alliantie (Samfylkingin)
- Links-Groen (Vinstrihreyfingin - grænt framboð)
- Heldere Toekomst (Björt framtíð)
- Piratenpartij (IJsland) (Pírataflokkurinn)

## Partijen niet in het Alding)
- Dageraad (Dögun - stjórnmálasamtök um réttlæti, sanngirni og lýðræð)
- Huishoudpartij (Flokkur Heimilanna)
- IJslandse Democratische Partij (Lýðræðisvaktin)
- Rechts-Groene Volkspartij (Hægri Grænir flokkur fólksins)
- Regenboog (Regnboginn, sjálfstæði Íslands og sjálfbæra þróun)
- Plattelands Partij (Landsbyggðarflokkurinn)
- Sturla Jónsson (Politieke Partij) (Sturla Jónsson)
- Humanistische Partij (IJsland) (Húmanistaflokkurinn)
- Volksfront van IJsland (Alþýðufylkingin)
- Beste Partij (Besti flokkurinn)

## Voormalige partijen
- Arbeiderspartij (Alþýðuflokkurinn)
- Burgerpartij (Borgaraflokkurinn)
- Communistische Partij (Kommúnistaflokkurinn)
- Communistische Partij M-L (Kommúnistaflokkurinn (m-l))
- Links-Liberaal Verbond (Samtök frjálslyndra og vinstri manna)
- Oude Onafhankelijkheidspartij (Sjálfstæðisflokkurinn eldri)
- Partij van Nationaal Behoud (Þjóðvarnarflokkurinn)
- Unie Partij (Sambandsflokkurinn)
- Volksalliantie (Alþýðubandalagið)
- Vrouwenlijst (Kvennalistinn)
- Zelfstandigheidspartij (Heimastjórnarflokkurinn)